# Осцилоскоп
Осцилоскоп је уређај који служи за приказивање промјене електричног напона у неком временском периоду. На свом екрану приказује стваран облик напона који се мијења у времену, тако да се могу извести мјерења и поређења са другим таласним облицима. Осцилоскоп се може донекле посматрати као једноставна цртаћа машина, која црта граф величине напона како вријеме пролази. Облик таласа који се црта је дакле, граф напона кроз вријеме или V(t).
Осцилоскоп, раније зван осцилограф, и неформално познат као скоп или о-скоп, CRO (за осцилоскоп катодних зрака) или DSO (за модернији дигитални складишни осцилоскоп), је врста електронског инструмента за тестирање који графички приказује различите напоне сигнала, обично као калибрисани дводимензионални дијаграм једног или више сигнала у функцији времена. Приказани таласни облик се затим може анализирати за својства као што су амплитуда, фреквенција, време пораста, временски интервал, изобличење и друго. Првобитно, израчунавање ових вредности захтевало је ручно мерење таласног облика у односу на скале уграђене у екран инструмента. Савремени дигитални инструменти могу директно израчунати и приказати ова својства.
Осцилоскоп се може подесити тако да се понављајући сигнали могу посматрати као трајни таласни облик на екрану. Складишни осцилоскоп може да сними један догађај и да га приказује непрекидно, тако да корисник може да посматра догађаје који би се иначе појавили сувише кратко да би се могли директно видети.
Осцилоскопи се користе у науци, медицини, инжењерству, аутомобилској и телекомуникацијској индустрији. Инструменти опште намене се користе за одржавање електронске опреме и лабораторијске радове. Осцилоскопи посебне намене се могу користити за анализу система за паљење аутомобила или за приказ таласног облика откуцаја срца као електрокардиограм, на пример.
Рани осцилоскопи су користили катодне цеви (CRT) као свој елемент за приказ (због тога су се обично називали CRT) и линеарна појачала за обраду сигнала. Складишни осцилоскопи су користили специјалне CRT за складиштење да би одржали стабилан приказ једног кратког сигнала. CRT су касније у великој мери замењени дигиталним складишним осцилоскопом (DSO) са танким екранима, брзим аналогно-дигиталним претварачима и процесорима дигиталних сигнала. DSO без интегрисаних дисплеја (понекад познати као дигитализатори) доступни су по нижој цени и користе рачунар опште намене за обраду и приказ таласних облика.

## Историја
Браунова цев је била позната 1897. године, а 1899. Џонатан Зенек ју је опремио плочама које формирају сноп и магнетним пољем за померање трага. Ране катодне цеви су експериментално примењене на лабораторијска мерења још 1920-их, али су имале слабост лоше стабилности вакуума и катодних емитера. В. К. Зворикин је 1931. описао трајно запечаћену, високовакумску катодну цев са термоелектронским емитером. Ова стабилна и поновљива компонента је омогућила предузећу Џенерал Радио да произведе осцилоскоп који је био употребљив ван лабораторијског окружења. Након Другог светског рата вишак електронских делова постао је основа оживљавања Хиткит корпорације, а комплет осцилоскопа од $50 долара направљен од таквих делова био је први тржишни успех.

## Карактеристике и употреба
Аналогни осцилоскоп је обично подељен у четири секције: екран, вертикалне контроле, хоризонталне контроле и контроле окидача. Екран је обично  са хоризонталним и вертикалним референтним линијама које се називају гратикулама . CRT екрани такође имају контроле за фокус, интензитет и налажење снопа.
Вертикални део контролише амплитуду приказаног сигнала. Ова секција има дугме за бирање волти по подели (Volts/Div), прекидач за бирање AC/DC/земља и вертикални (примарни) улаз за инструмент. Поред тога, ова секција је обично опремљена дугметом за вертикалну позицију снопа.
Хоризонтална секција контролише временску базу или „домет” инструмента. Примарна контрола је селекторски прекидач за секунде по дивизији (Sec/Div). Такође је укључен и хоризонтални улаз за исцртавање сигнала двоструке X-Y осе. Дугме за положај хоризонталног снопа се углавном налази у овом делу.
Секција окидача контролише почетни догађај профилисања. Окидач се може подесити да се аутоматски рестартује након сваког прегледа, или се може конфигурисати да одговори на интерни или екстерни догађај. Главне контроле овог одељка су прекидачи за бирање извора и спојнице, и спољни окидачки улаз (EXT улаз) и подешавање нивоа.
Поред основног инструмента, већина осцилоскопа се испоручује са сондом. Сонда се повезује на било који улаз на инструменту и обично има отпорник десет пута већи од улазне импедансе осцилоскопа. Ово резултира фактором слабљења .1 (-10X); ово помаже да се изолује капацитивно оптерећење које представља кабл сонде од сигнала који се мери. Неке сонде имају прекидач који омогућава оператеру да заобиђе отпорник када је то потребно.

## Аналогни и дигитални осцилоскоп
Постоје двије подврсте, аналогни и дигитални осцилоскопи. Оба се могу користити за основна мјерења. Главна предност новијих дигиталних осцилоскопа је што могу да сачувају слику екрана за анализу и сниме флуктуације напона у формату разумљивом рачунарима.
Аналогни осцилоскоп ради тако што примјењује мјерени аналогни напон на електронски сноп у катодној цијеви. Зависно од напона, сноп је помјерен горе или доље, и таква слика се приказује на екрану.
Дигитални осцилоскоп претвара аналогни напон који се мјери у дигитални облик путем АД претварача. Дигитална информација се онда користи за приказ на екрану и снимање података ако је потребно.

### Дигитални осцилоскопи
Док аналогни уређаји користе стално променљиве напоне, дигитални уређаји користе вредности који одговарају узорцима напона. У случају дигиталних осцилоскопа, аналогно-дигитални претварач (ADC) мења измерене напоне у дигиталне информације.
Дигитални осцилоскоп са складиштењем података, или скраћено DSO, данас је стандардни тип осцилоскопа за већину индустријских видова примене, а захваљујући ниским ценама рудиментарних осцилоскопа чак и за хобисте. Он замењује електростатичку методу складиштења у аналогним складишним опсезима дигиталном меморијом, која складишти податке узорака колико год је неопходно без деградације и приказује их без проблема везаних за осветљеност код CRT складишних типова. Такође омогућава комплексну обраду сигнала помоћу кола за дигиталну обраду сигнала великом брзином.
Стандардни DSO је ограничен на регистровање сигнала са пропусним опсегом мањим од половине брзине узорковања ADC-а (назива се Најквистова граница). Постоји варијација DSO-а која се зове дигитални осцилоскоп за узорковање и која може премашити ову границу за одређене типове сигнала, као што су сигнали комуникације велике брзине, где се таласни облик састоји од понављајућих импулса. Овај DSO тип намерно узоркује на много нижој фреквенцији од Најквистове границе, а затим користи обраду сигнала да реконструише композитни приказ типичног импулса.

## Операција
Постоје разне врсте осцилоскопа, са разним бројевима мјерних канала и разним намјенама. Ипак, сви имају као заједничко подешавање временске базе (секунда-милисекунда-микросекунда по хоризонталном подеоку) и напонске резолуције (Волт-миливолт по вертикалном подеоку). Са овим подешавањима, могуће је довести сигнал који се посматра на праву величину за мјерење.
Надаље, скоро сви осцилоскопи имају подешавање такозваног „тригера“ (тачке окидања), којом се у ствари бира са чим ће се мјерени сигнал синхронизовати. Обично је могућа синхронизација са сигналом (растући или падајући дио), мрежним напоном (50 Hz или 60 Hz) и друго.